# حارة بير الدفعي (صنعاء)
حارة بير الدفعي هي إحدى حارات حي شعوب بمديرية شعوب إحد مديريات العاصمة اليمنية صنعاء، بلغ تعداد سكانها 1687 نسمة حسب تعداد اليمن لعام 2004.